# Thiên niên kiện Việt Nam
Thiên niên kiện Việt Nam (danh pháp hai phần: Homalomena vietnamensis) là loài thực vật thuộc họ Ráy, mới được phát hiện và phân loại năm 2008. Đây là loài bản địa của Việt Nam.